# Oreodera basiradiata
Oreodera basiradiata är en skalbaggsart som beskrevs av Friedrich F. Tippmann 1960. Oreodera basiradiata ingår i släktet Oreodera och familjen långhorningar. Inga underarter finns listade i Catalogue of Life.